# Shozo Tsugitani
Shozo Tsugitani (継谷 昌三, Tsugitani Shozo), né le 25 juin 1940 et mort le 2 juin 1978, est un footballeur japonais.